# یاریم‌تپه
یاریم تپه مربوط به دوره اشکانیان است و در شهرستان گرمی، بخش مرکزی، دهستان اجارود شمالی، روستای هادی بیگلو واقع شده و این اثر در تاریخ ۱۲ شهریور ۱۳۸۶ با شمارهٔ ثبت ۱۹۴۲۹ به‌عنوان یکی از آثار ملی ایران به ثبت رسیده است.